# Ormens ägg
Ormens ägg är en film av Ingmar Bergman från 1977. Filmen, som var en tysk-amerikansk samproduktion var den första Bergman gjorde efter en mycket uppmärksammad tvist med Skatteverket vilket gjorde att han i vredesmod lämnade Sverige för Tyskland 1977. Det var också hans första internationella film. Den utspelar sig i Berlin i depressionens 1920-tal och handlar om ett fattigt par som ovetande blir utsatta för medicinska experiment. 
Titeln kommer från en replik ur Shakespeares Julius Caesar.

## Rollista, i urval
- David Carradine - Abel Rosenberg
- Liv Ullmann - Manuela Rosenberg
- Heinz Bennent - Hans Vergerus
- Gert Fröbe - kriminalkommissarie Bauer
- Edith Heerdegen - frau Holle
- Fritz Straßner - dr. Soltermann
- Georg Hartmann - herr Hollinger
- Walter Schmidinger - herr Solomon
- James Whitmore - präst
- Gaby Dohm - kvinna med barn